# Feldberg (Germania)
Feldberg (ufficialmente Feldberg (Schwarzwald); letteralmente: "Feldberg (Foresta Nera)") è un comune tedesco di 1 921 abitanti, situato nel land del Baden-Württemberg.